# Chausseehaus (Neustadt an der Aisch)
Chausseehaus ist ein Gemeindeteil der Kreisstadt Neustadt an der Aisch im Landkreis Neustadt an der Aisch-Bad Windsheim (Mittelfranken, Bayern). Chausseehaus liegt in der Gemarkung Neustadt an der Aisch.

## Geografie
Unmittelbar nördlich der Einöde entspringt ein linker Zufluss des Sachsenbachs, der wiederum ein rechter Zufluss der Aisch ist. 0,5 km westlich des Ortes liegen der Gerichtswald und der Rotherbuck, 1 km nordöstlich der Geißberg, 0,25 km östlich das Straßfeld und 0,75 km südlich der Streitwald. Der Ort liegt an der Bundesstraße 8. Eine Gemeindeverbindungsstraße führt nach Neustadt (3 km westlich) bzw. nach Eggensee (0,7 km östlich).

## Geschichte
Das Chausseehaus wurde zu Beginn des 19. Jahrhunderts als Wirtshaus an der Reichsstraße Nürnberg–Würzburg (der heutigen Bundesstraße 8) errichtet.
Im Rahmen des Gemeindeedikts wurde Chausseehaus dem 1811 gebildeten Steuerdistrikt Diespeck und der 1813 gegründeten Ruralgemeinde Dettendorf zugeordnet. Mit dem Zweiten Gemeindeedikt (1818) wurde es in die neu gebildete Ruralgemeinde Eggensee umgemeindet. Am 1. Juli 1970 wurde Chausseehaus nach Neustadt an der Aisch eingemeindet.

### Baudenkmäler
In Chausseehaus gibt es vier Baudenkmäler:
- Gasthaus
- sogenanntes Schwedenkreuz
- zwei der Grenzsteine der Gräflich Bücklerschen Schweinehatz
- Steinkreuz

### Einwohnerentwicklung
| Jahr      | 001818 | 001840 | 001861 | 001871 | 001885 | 001900 | 001925 | 001950 | 001961 | 001970 | 001987 |
| Einwohner | 2      | 11     | 8      | 7      | 5      | 4      | 4      | 6      | 13     | 7      | 4      |
| Häuser    | 1      | 1      |        |        | 1      | 1      | 1      | 1      | 1      |        | 1      |
| Quelle    | [ 9 ]  | [ 10 ] | [ 11 ] | [ 12 ] | [ 13 ] | [ 14 ] | [ 15 ] | [ 16 ] | [ 17 ] | [ 18 ] | [ 1 ]  |

## Religion
Die Einwohner evangelisch-lutherischer Konfession sind nach St. Johannes der Täufer (Neustadt an der Aisch) gepfarrt, die Katholiken sind nach St. Johannis Enthauptung (Neustadt an der Aisch) gepfarrt.